# パーティション (紋章学)
パーティション（英: Partitions 又は Heraldic divisions、仏: Partition）は、紋章学における背景部分であるフィールドの分割のことである。一部の分割はチャージと区別のつきにくいものもあるが、これらはまったく別のものとして扱われている。

## 2分割
フィールドのもっとも基本的な分割である。オーディナリーと同じ形の線で分割するのが特徴である。
パーティ・パー・ベンドパーティ・パー・ベンド (party per bend) は、デキスター・チーフからシニスター・ベース、つまり向かって左上から右下に向かってフィールドを2分割したものである。同様に、シニスター・チーフ（右上）からデキスター・ベース（左下）にわたる直線で分割したものをパーティ・パー・ベンド・シニスターと呼ぶ。
パーティ・パー・シェブロンパーティ・パー・シェブロン (party per chevron) は、中央が上向きに尖っている左右にわたる山形の線で分割したものである。
パーティ・パー・フェスパーティ・パー・フェス (party per fess) は、フィールドの上下のほぼ中央を左右にわたる直線で分割したものである。極端にチーフ側（上）やベース側（下）に寄っていてはいけない。上に寄っている場合は分割ではなくチャージのチーフと紛らわしく、下に寄っている場合は同じくチャージのテラスやベースなどと紛らわしくなってしまうためである。
パーティ・パー・ペイルパーティ・パー・ペイル (party per pale) は、フィールドの左右のほぼ中央を上下にわたる直線で分割したものである。2つの家の紋章をディミディエイションやインペイルメント、あるいはバロン・アンド・フェムなどのような方法で統合（マーシャリング）する際に用いられる。

## 3分割
3分割は紋章のほかに国旗をはじめとする各地方の旗などでも頻繁に用いられ、そのような旗を三色旗という。金属色の隣りに金属色、原色の隣りに原色を配置してはならないという紋章学上の原則があるため、中央に金属色を配置したらそれ以外の2つの領域は原色に、中央が原色なら他の領域は金属色に自動的に定まる。
分割された各フィールドのティンクチャーの記述順序及びマーシャリングによる紋章の統合時の配列順序は、右図のそれぞれについてギュールズ（赤色）、アージェント（銀色）、セーブル（黒色）で示されている順になる。配列順序は上から下へと向かって左から右へ進む。ティアスト・パー・ベンドのようにどちらにでも解釈できそうな場合は上から下への順序が優先される。つまり、左下から右上へ進む順序はありえない。
ティアスト・パー・ベンドティアスト・パー・ベンド (tierced per bend) は、デキスター・チーフからシニスター・ベースに向かう2本の直線でフィールドを3分割したものである。非常に紛らわしいものとして、パーティ・パー・ベンドの境界線上にベンドをチャージしたものがある。
ティアスト・パー・シェブロンティアスト・パー・シェブロン (tierced per chevron) は、中央が上向きに尖っている左右にわたる2本の山形の線で3分割したものである。
ティアスト・パー・フェスティアスト・パー・フェス (tierced per fess) は、フィールドの上下のほぼ中央を左右にわたる2本の直線で3分割したものである。
ティアスト・パー・ペイルティアスト・パー・ペイル (tierced per pale) は、フィールドの左右のほぼ中央を上下にわたる2本の直線で3分割したものである。
ティアスト・パー・ポールティアスト・パー・ポール (tierced per pall) は、フィールドをY字型の線で3分割したものである。スコットランドの影響を受けている地方や国の紋章に用いられていることが多い。分割された領域がお互いに隣り合っているため、金属色の隣りに金属色、原色の隣りに原色を配置してはならないという紋章学上の原則を実質上守ることができない。そのため、金属色を3つの領域のいずれにも使っていない紋章さえある。
ティアスト・パー・ポール・リバースドティアスト・パー・ポール・リバースド (tierced per pall reversed) は、ティアスト・パー・ポールの上下を逆さまにしたものである。紋章記述でのフィールドのティンクチャーの指定順序、及びマーシャリングによる紋章の統合時の配列順序は左上、右上、下の順に変わる。

## 4分割
4分割は右の図のようにギュールズ（赤色）の部分とアージェント（銀色）の部分で示されているように2分割としても扱うことができる。
クォータリー（パーティ・パー・クロス）クォータリー (quarterly) は、フィールドの左右と上下の中央を端までわたる直線で十字に4分割したものである。パーティ・パー・クロス (party per cross) と同じ図になるが、クォータリーと呼ばれることのほうが多い。複数の家の紋章を統合した紋章で最も頻繁に使われる。
パーティ・パー・サルタイアーパーティ・パー・サルタイアー (party per saltire) は、デキスター・チーフからシニスター・ベース、シニスター・チーフからデキスター・ベースにわたる2本の斜めの直線で4分割したものである。

## 多分割
上記のほかに様々なフィールドの分割がある。以下の分割はどちらかと言えば複数のティンクチャーを組み合わせたフィールドの変型と捉えることもでき、これらの分割は通常は紋章の統合には用いられない。

### 分割数の指定が必要
ベンディベンディ (bendy) は、デキスター・チーフからシニスター・ベースの方向へ4つ以上に分割した斜めの縞模様のような分割である。シニスター・チーフからデキスター・ベースの方向への分割はベンディ・シニスターと呼ばれる。分割された領域は等間隔で、数は必ず偶数でなければならない。
シェブロニーシェブロニー (chevronny) は、シェブロンの形に4つ以上に分割した縞模様のような分割である。分割された領域は等間隔で、数は必ず偶数でなければならない。
バリーバリー (barry) は、水平方向に4つ以上に分割した横縞模様のような分割である。分割された領域は等間隔で、数は必ず偶数でなければならない。
ペイリーペイリー (paly) は、垂直方向に4つ以上に分割した縦縞模様のような分割である。分割された領域は等間隔で、数は必ず偶数でなければならない。
ジャイロニージャイロニー (gironny) は、放射状に8つ以上に分割した風車のような分割である。分割された領域の角度はほぼ等しく、数は必ず偶数でなければならない。手作業による作図は少々難しいが、10分割のジャイロニーも存在する。

### 分割数の指定が不要
ロズンジーロズンジー (lozengy) は、斜め45度に倒したチェス盤、あるいは菱形のタイルのような模様の分割である。フィールドの中にいくつのマス目が入るかは厳密に決める必要がない。それぞれのマス目は正方形でも、若干縦に長い菱形でもよいが、極端に縦に長かったり横に長かったりする菱形のタイルはロズンジーとは呼ばれない。ロズンジよりも縦に長い菱形をフュージル (Fusil) と呼ぶが、これを敷き詰めたフィールドをフュージリー (fusilly) と呼ぶ。
チェッキーチェッキー (chequy) は、チェス盤のような模様の分割である。フィールドの中のマス目の数は、フィールドの横幅を3の倍数で分割したものでなければならないという以外に厳密に決める必要がない。
チェッキー・オブ・ナインチェッキー・オブ・ナイン (chequy of nine) は、チェッキーの特殊な例で、フィールドを三目並べの盤のように9分割と厳密に定めたものである。9分割の場合に限り、紋章の統合に用いられることがある。